# أنيسان القشرة

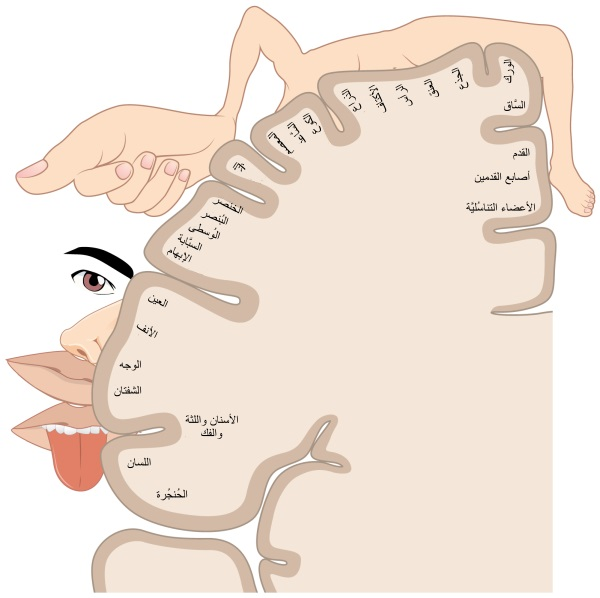
أنيسان قشرة الدماغ الحسية

أنيسان القشرة أو جنين اللحاء (أنيسان هو تصغير كلمة إنسان تصغيراً قياسياً ) هو تمثيل فيزيولوجي لجسم الإنسان يقع في الدماغ.أنيسان القشرة هو أيضاً خريطة عصبية تصور أعضاء الجسم من ناحية تشريحية.

## الأنواع
القشرة الحركية الرئيسيّة تقع في التلفيف الدماغي قبل المركزي، وتتعامل مع الإشارات القادمة من المنطقة امام حركيّة في الفص الجبهي.
القشرة الحسية الرئيسيّة تقع في التلفيف الدماغي بعد المركزي ، وتتعامل مع الإشارات القادمة من المهاد.
بعد ذلك تنتقل هذه الإشارات من التلافيف الدماغية لجذع الدماغ والحبل الشوكي عن طريق الأعصاب المصاحبة.

### النوع الأول: الحركي
يتم التمثيل الحركي ضمن القشرة الحركية الرئيسيّة بشكل مقلوب؛ فمثلا بتم تمثيل أصابع القدم في قمة نصف الكرة الدماغية، بينما يتم تمثيل الفم في الأسفل بالقرب من الشق الدماغي الجانبي.
هذه التمثيلات تقع على طول الشق المركزي.
انيسان القشرة يقسم إلى نصفين، حيث يكون التمثيل الحركي لكل جانب من جسم الإنسان ممثلا على الجانب الآخر من الدماغ.
ان هذا التمثيل يتناسب مع التغذية العصبية، فكلما زادت التغذية العصبية لمنطقة ما (اليدين مثلا) كان حجمها أكبر على القشرة الدماغية بعض النظر عن حجم هذه المنطقة الحقيقي.
على سبيل المثال، المناطق التي لها روابط حسية وحركية معقدة أكثر تكون أكبر حجما في نموذج انيسان القشرة (والعكس صحيح) لذلك نلاحظ ان نموذج انيسان القشرة سيكون ذا يدين وشفاه ووجه أكبر مقارنة مع حجمها نسبة لباقي الأعضاء في جسم الإنسان.

## معرض صور

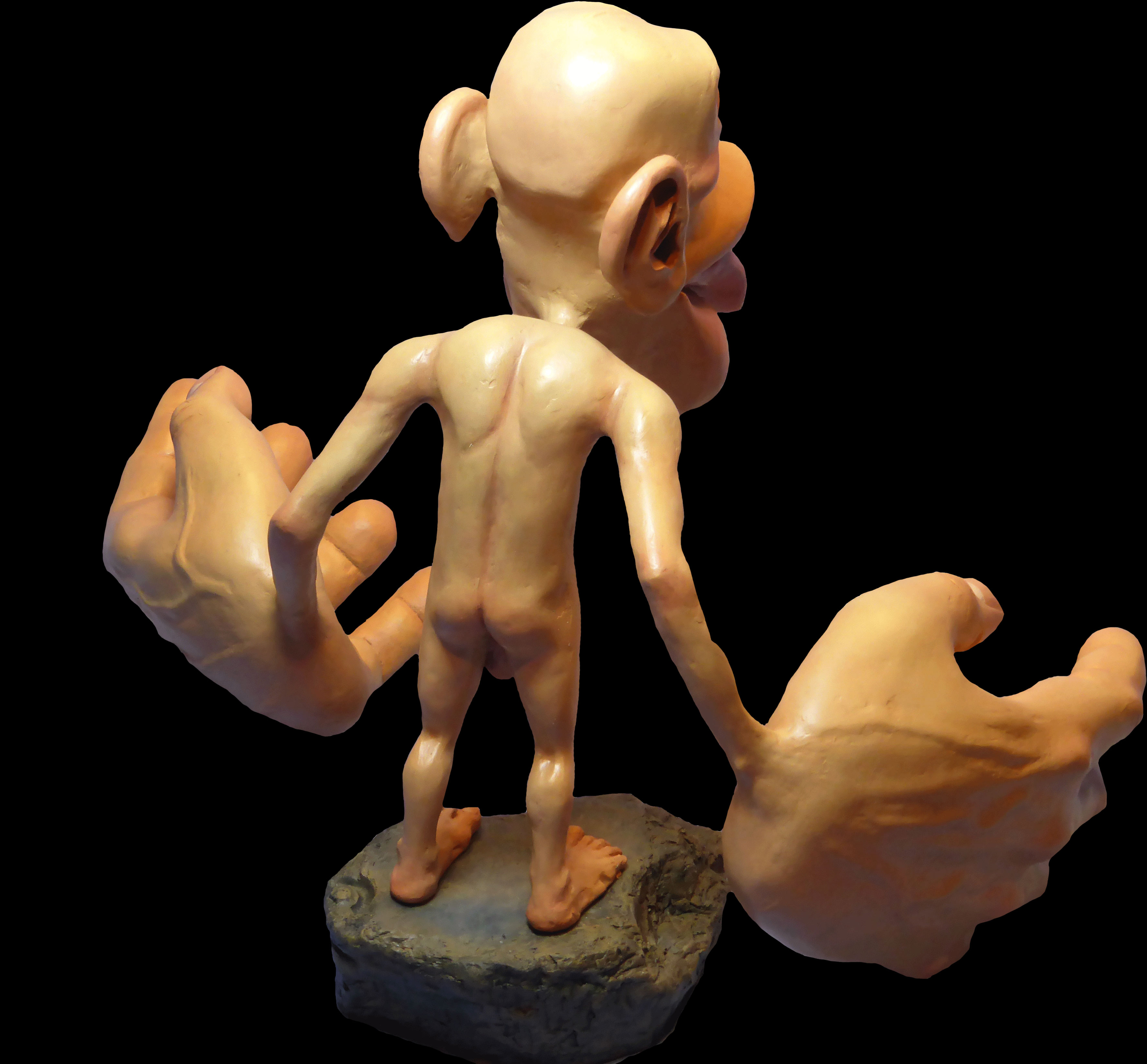
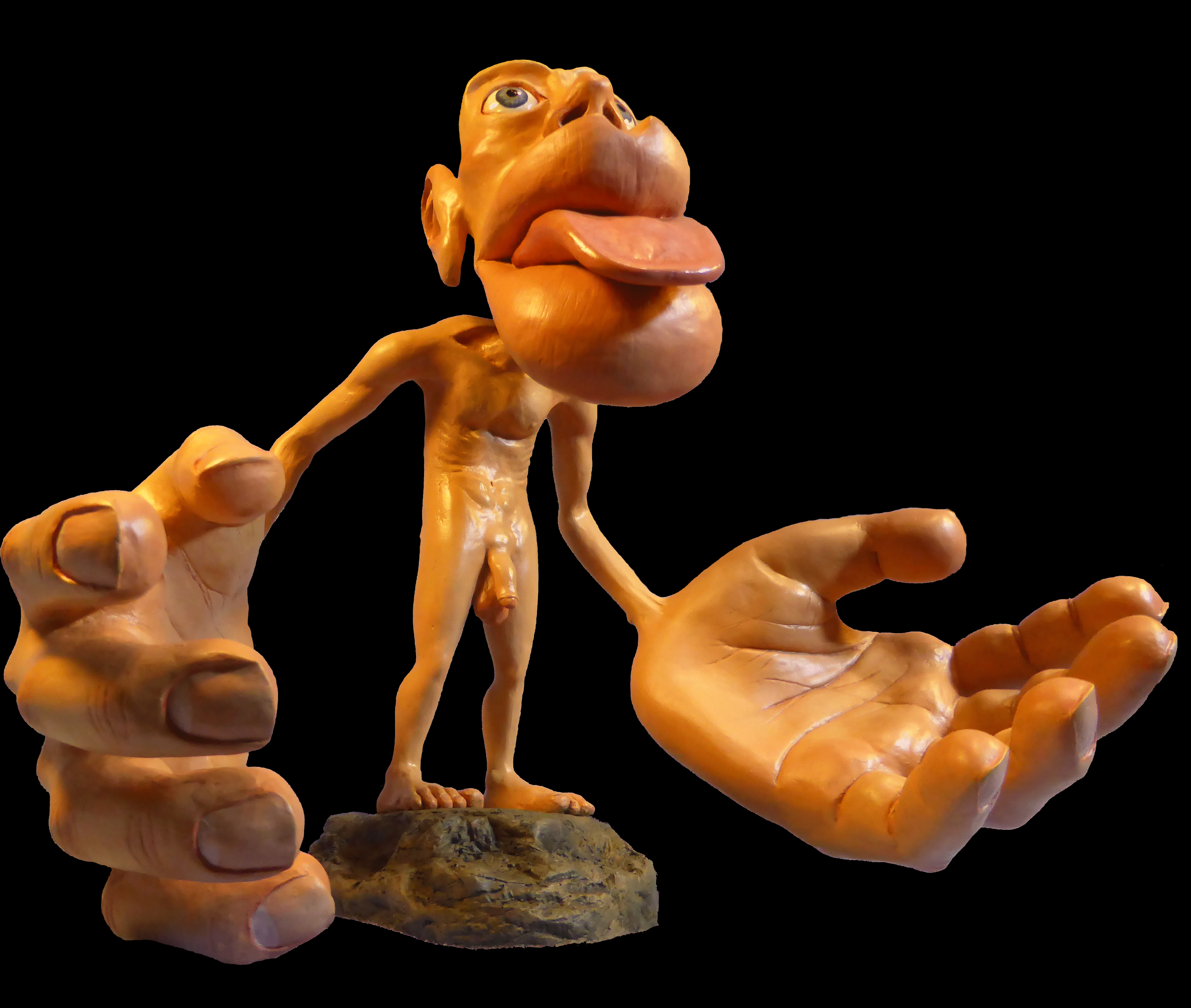
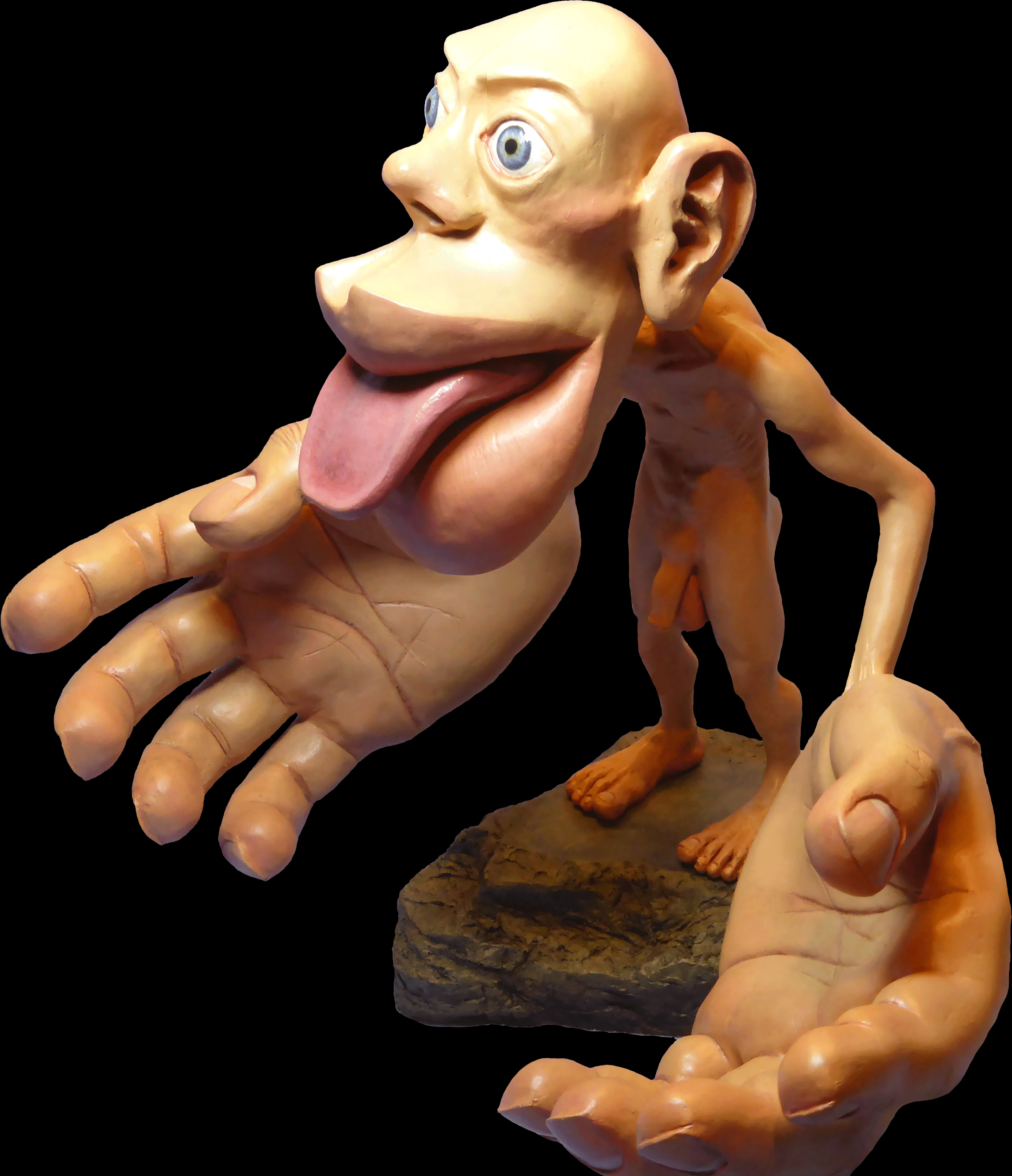